# Харьковский литературный музей
Харьковский литературный музей (неофиц. назв. ЛитМузей) — государственный музей в Харькове.
Музей знакомит с художественной литературой, с историей литературы на Слобожанщине, с современной литературной теорией. Выставки и образовательные программы Литературного музея показывают, как литература влияет на жизнь людей, как она аккумулирует в себе культурный опыт разных сообществ.

## История создания
Идея создания в Харькове литературного музея возникла еще в начале 1930-х гг., когда Харьков по праву назывался «литературным Клондайком». Тогда музей литературы представляли в Доме литераторов им. Василия Эллана-Блакитного, который в то время был местом как официальных, так и неформальных встреч писателей. Но в Советском Союзе, в состав которого тогда входила и Украина, начались массовые репрессии литераторов.
Появился Литературный музей в Харькове в 1988 г. в особняке начала XX в. благодаря настойчивым усилиям харьковских энтузиастов. От историко-литературного памятника — Дома литераторов им. В. Эллана-Блакитного — музейному собранию достались лишь аутентичные двери того здания.

## Коллекция
Ядро коллекции составляют экспонаты 1910—1930-х из архивов Ивана Днипровского, В. Титаря, А. Чернышова (книги с автографами, уникальная переписка писателей, периодические издания с комментариями писателей, фотокарточки, личные вещи), оригинальная живопись харьковских художников-авангардистов, копии и оригиналы документов, переданных МВД Украины, и мемориальные экспонаты.
Эта коллекция имеет особую ценность для Харькова, ведь в 1920-х — нач. 1930-х город был местом деятельности писателей периода Расстрелянного Возрождения.

## История одного архива
В 1993 г. сын украинской переводчицы Марии Пилинской, жительницы легендарного дома писателей «Слово» (ул. Культуры, 9), А. Бугаевский передал музею чемодан с материнским архивом 1920—1930-х. Сотрудники между книгами и документами нашли две записки. «Архив знищити» (рус. «Архив уничтожить»), — вложил предупреждение в чемодан первоначальный владелец архива, драматург 1920-х Иван Днипровский. А его жена Мария Пилинская возразила на это своей запиской: «Прохання зберегти» (рус. «Просьба сохранить»). Мария хранила этот чемодан полстолетия от всех обысков. И почти в полном виде этот архив с автографами М. Хвылевого, М. Кулиша, М. Йогансена, П. Тычины и других оказался в коллекции Харьковского литературного музея.

## Выставки

##### «Григорий Сковорода: путешествие за счастьем»
Экспозиция посвящена творчеству Григория Сковороды, украинского странствующего поэта и философа XVIII в..

##### Развлекательно-образовательный центр «КНИГА»
Здесь можно увидеть раритетные издания (из музейной серии «руками не трогать»). Украинская и мировая детские литературы представлены через оригинальные образовательные занятия, игры, различные мероприятия для детей и их родителей.

##### «Комната Жадана», диван Тычины, интерактивные игры — Современная украинская литература в ЛитМузее
В комнате Жадана показана история украинской литературы с 1990-х до 2010-х, представлен легендарный диван Тычины. В рамках выставки проводятся образовательные программы, презентации, литературные чтения и другие форматные и неформатные мероприятия.

###### Детский развлекательно-образовательный центр «КНИГА»
- Шевченко для детей
- Алиса в стране Чудес
- Популярная философия для юных любомудров: «Маленький принц» Антуана де Сент-Экзюпери
- Знакомство з английским писателем Роальдом Далом
- Горячий тур вокруг света
- Фантастическая книга

###### Интерактивные музейные программы
- Философское торбоведение имени Григория Сковороды
- Путешествие мирами: Иван Котляревский и его «Энеида»
- Модний шпацер «Энеидой»
- Заключенные истории
- Фольклор на дворе
- Античный пентатлон

###### Музейные лекции и занятия
- Тарас Шевченко: история жизни и перезахоронения
- Харьков 1920-х гг.
- Информационные войны

## Культурные мероприятия
Литмузей проводит презентации книг писателей и гостевые презентации, литературно-музыкальные акции современного искусства, встречи с писателями, литературоведами и искусствоведами, вечера памяти, мастер-классы.

## Адрес
Харьков, ул. Багалия, 6 (ст. метро «Пушкинская» или «Архитектора Бекетова»)